# Adam Podhorski
Adam Podhorski – szambelan króla Stanisława Augusta Poniatowskiego, poseł wołyński na sejm grodzieński w 1793, członek konfederacji grodzieńskiej w 1793 roku.
Przekupiony przez posła pruskiego Ludwiga Heinricha Buchholtza, należał do mniejszości sejmowej gotowej popierać interesy tego kraju. W maju 1793 roku wyznaczony przez konfederację targowicką do sądów ultimae instantiae. W ostatnich dniach sierpnia 1793 wniósł projekt zatwierdzenia zaboru pruskiego, czym wywołał oburzenie większości posłów. Znieważony i wypchnięty z izby poselskiej, był lżony nawet przez służbę kuchenną.